# Leonardo da Vinci (trein)

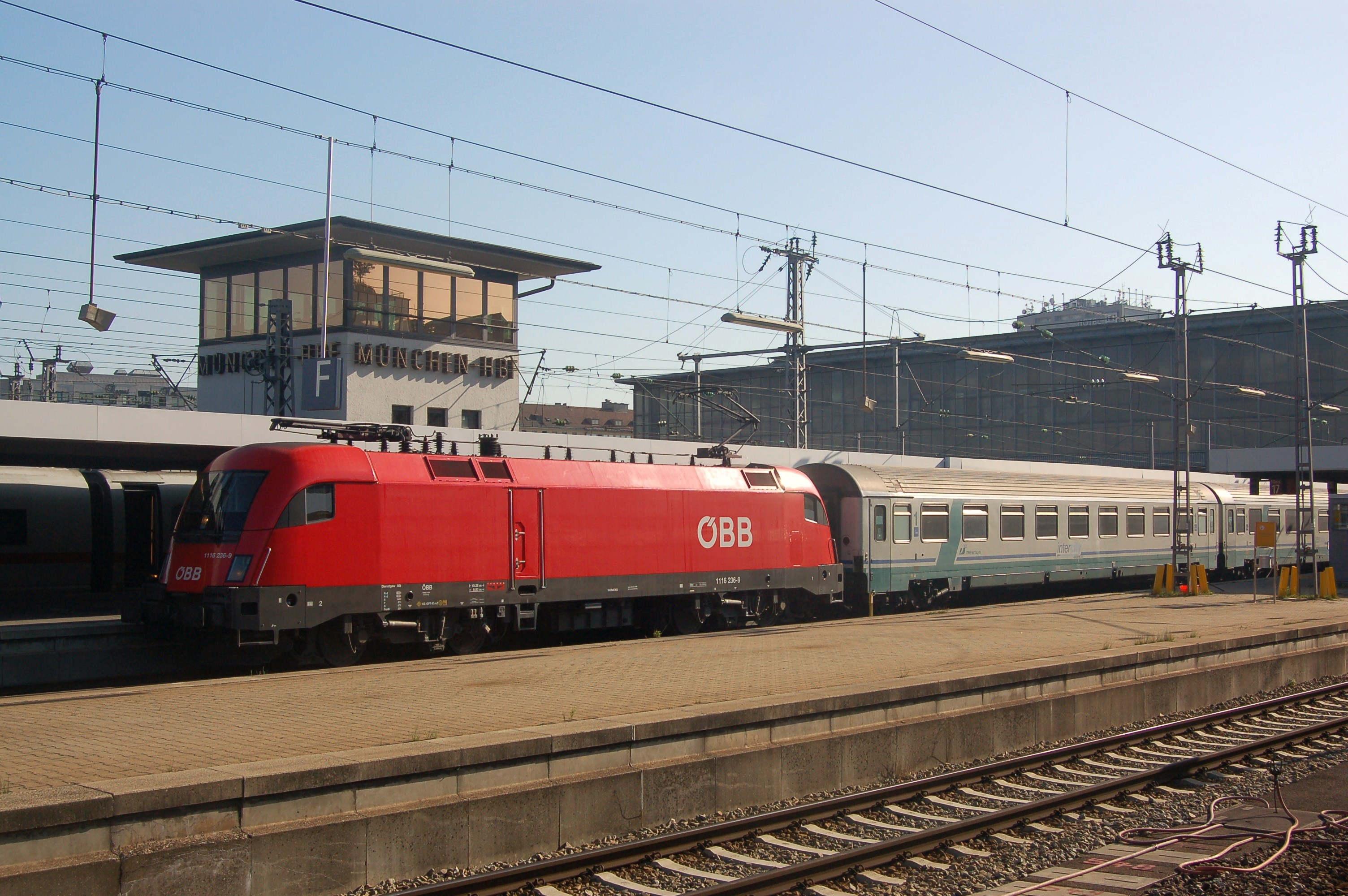
Eurocity op het station van München

De Leonardo da Vinci is een internationale trein op het traject  Dortmund - Stuttgart - München - Milaan. De Leonardo da Vinci is genoemd naar de Italiaanse wetenschapper  Leonardo da Vinci.

## Eurocity

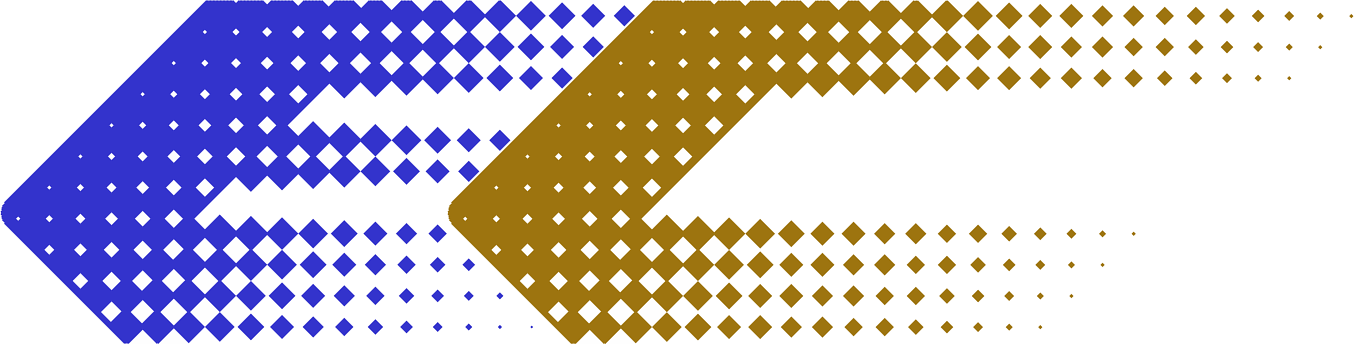
Eurocity logo

Op 31 mei 1987 was de EC Leonardo da Vinci een van de treinen waarmee het EuroCity-net van start ging. De treindienst was een voortzetting van de internationale intercity Mediolanum.  De trein ging van start met de treinnummers EC10 in noordelijke en EC11 in zuidelijke richting en werd verzorgd door de Deutsche Bundesbahn.
| EC 11 | land       | station         | km   | EC 10 |
| ----- | ---------- | --------------- | ---- | ----- |
| 07:43 | Duitsland  | Dortmund        | 0    | 22:17 |
|       | Duitsland  | Duisburg        | 54   |       |
|       | Duitsland  | Düsseldorf      | 77   |       |
|       | Duitsland  | Keulen          | 117  |       |
|       | Duitsland  | Bonn            | 151  |       |
|       | Duitsland  | Koblenz         | 210  |       |
|       | Duitsland  | Mainz           | 302  |       |
|       | Duitsland  | Mannheim        | 374  |       |
|       | Duitsland  | Heidelberg      | 391  |       |
|       | Duitsland  | Stuttgart       | 503  |       |
|       | Duitsland  | Ulm             | 597  |       |
|       | Duitsland  | Augsburg        | 683  |       |
|       | Duitsland  | München         | 745  |       |
|       | Oostenrijk | Kufstein        | 844  |       |
|       | Oostenrijk | Innsbruck       | 918  |       |
|       | Oostenrijk | Brenner         | 955  |       |
|       | Italië     | Bolzano         | 1045 |       |
|       | Italië     | Trento          | 1100 |       |
|       | Italië     | Verona PN       | 1192 |       |
| 22:50 | Italië     | Milano Centrale | 1340 | 06:50 |

Op 2 juni 1991 werd in Duitsland de InterCityExpress in gebruik genomen en, in samenhang daarmee, het langeafstandsverkeer gereorganiseerd. Het traject van de EC Leonardo da Vinci verviel ten noorden van München.  Verder werd de trein voortaan verzorgd door de Ferrovie dello Stato en omgenummerd in EC 86 in noordelijke en EC 87 in zuidelijke richting. In 1995 nam de Deutsche Bahn de trein weer over en volgde een hernummering in EC 12 en EC 13. In 2000 namen de Italianen de trein weer over en kreeg de trein de nummers EC 88 en EC 89. In december 2003 ging de trein weer terug naar de DB, nu echter zonder nummerwijzigingen.